# Burton Cummings
Burton L. Cummings, OC, OM (* 31. prosince 1947 Winnipeg, Manitoba, Kanada) je kanadský rockový klávesista, zpěvák, multiinstrumentalista a hudební skladatel. Mezi lety 1965-1975 byl členem skupiny The Guess Who. Po odchodu ze skupiny se vydal na sólovou dráhu. V anketě Největší Kanaďan se umístil na pětašedesátém místě.

## Diskografie
Sólová alba
- 1976: Burton Cummings
- 1977: My Own Way to Rock
- 1978: Dream of a Child
- 1980: Woman Love
- 1980: The Best of Burton Cummings
- 1981: Sweet Sweet
- 1984: Heart
- 1990: Plus Signs
- 1994: The Burton Cummings Collection
- 1996: Up Close and Alone
- 2008: Above the Ground